# Tribladtjärnen (Bjurholms socken, Västerbotten)
Tribladtjärnen är en sjö  i den del av Bjurholms kommun som ligger i Västerbotten. Den ingår i Hörnåns huvudavrinningsområde. Sjön har en area på 0,0233 kvadratkilometer och ligger 235,9 meter över havet. Tribladtjärnen ligger i Tribladtjärn Natura 2000-område.

## Delavrinningsområde
Tribladtjärnen ingår i det delavrinningsområde (710908-166986) som SMHI kallar för Mynnar i Myrkanalen. Medelhöjden är 239 meter över havet och ytan är 1,33 kvadratkilometer. Det finns inga avrinningsområden uppströms utan avrinningsområdet är högsta punkten. Vattendraget som avvattnar avrinningsområdet har biflödesordning 3, vilket innebär att vattnet flödar genom totalt 3 vattendrag innan det når havet efter 71 kilometer. Avrinningsområdet består mestadels av skog (85 procent). Avrinningsområdet har 0,02 kvadratkilometer vattenytor vilket ger det en sjöprocent på 1,8 procent.